# Jennifer Copping
Jennifer Copping (* 9. Juni 1979 in Vancouver, Kanada) ist eine kanadische Schauspielerin.

## Werdegang
Sie zog während ihrer Jugend nach Vancouver um und verfolgte dort ihr Ziel, Sängerin, Tänzerin und Schauspielerin zu werden. 
Seit 1989 ist sie in Film und Fernsehen zu sehen, ihr Schaffen umfasst er als 120 Produktionen. Sie spielte in Filmen wie Supervulkan (2005) und Becoming Redwood (2012) mit und sie übernahm viele Gastautritte in Serie wie 21 Jump Street (1990–1991) und Van Helsing (2016). 
2013 wurde Copping für ihre Rolle in Becoming Redwood mit dem Leo Award ausgezeichnet. Es folgen wviere weitere Nominierungn für diesen Preis.
Jennifer ist seit 1998 mit Jesse James Miller verheiratet und hat zwei Kinder.

## Filmografie (Auswahl)

### Filme
- 1995: Verkauft und gedemütigt (Fernsehfilm)
- 1995: Deadly Sins
- 1998: Die Schreckensfahrt der Orio Star (Fernsehfilm)
- 2000: Protection
- 2003: Sieben Freunde (Fernsehfilm)
- 2005: Supervulkan (Fernsehfilm)
- 2008: Der Todes-Twister (Fernsehfilm)
- 2011: Die Frau des Pfarrers (Fernsehfilm)
- 2012: Becoming Redwood
- 2016: My sweet Audrina (Fernsehfilm)
- 2016: Die Bestätigung
- 2017: A Bundle of Trouble: An Aurora Teagarden Mystery (Fernsehfilm)
- 2018: Rabbit
- 2019: Love, Take Two (Fernsehfilm)
- 2020: Love in the Forecast (Fernsehfilm)
- 2022: The Friendship Game
- 2023: With Love and a Major Organ
- 2023: The Cases of Mystery Lane (Fernsehfilm)
- 2024: Kryptic

### Serien
- 1989–1989: Booker (1 Folge)
- 1990–1991: 21 Jump Street (2 Folgen)
- 1994–1996: Hurricanes (7 Folgen)
- 1998–1998: Brian Powered (9 Folgen)
- 1999–2001: Sherlock Holmes en el siglo XXII (26 Folgen)
- 2007, 2014: Supernatural (2 Folgen)
- 2014: Continuum (1 Folge)
- 2014: Fargo (2 Folgen)
- 2014: Motive (1 Folge)
- 2015: iZombie (1 Folge)
- 2016: Van Helsing (3 Folgen)
- 2017: Bates Motel (1 Folge)
- 2017: The Arrangement (1 Folge)
- 2017: Travelers – Die Reisenden (Travelers, 1 Folge)
- 2017: When We Rise (1 Folge)
- 2018: My Little Pony – Freundschaft ist Magie (My Little Pony: Friendship is Magic, 1 Folge)
- 2020: Riverdale (1 Folge)
- 2021: Debris (4 Folgen)
- 2022: Devil in Ohio  (4 Folgen)
- 2023: Alaska Daily (2 Folgen)